# Teuthologie
Ne doit pas être confondu avec Tautologie.
La teuthologie est une branche de la malacologie consacrée à l'étude des céphalopodes. 
Elle complète la conchyliologie, qui traite des mollusques à coquille.
Le préfixe du mot est dérivé du grec ancien teuthis (τευθίς, -ίδος «calmar, seiche») et lógos (λόγος, «parole, discours»). 
La malacologie s'intéresse à l'ensemble des mollusques, avec ou sans coquille.